# Часоврит
Часоврит (рос. часоврит; англ. chasovrite; нім. Tschassowrit m, Chassowrit m) — глинистий мінерал, те ж саме, що й монотерміт (слюда з Часов-Ярського родовища вогнетривких глин). За назвою родовища Часів Яр, Донбас, Україна (С. В. Потапенко, 1940).